# Аскриптивный статус
Аскриптивный статус — предписанный статус личности, который определяется обществом независимо от усилий и заслуг личности.
Предписанный статус обуславливается происхождением, местом рождения и т. д. Например, аскриптивный пол — это гражданский пол, официально регистрируемый пол, определяемый другим лицом при рождении индивида.
Аскриптивные статусы играют важную роль в традиционных обществах, так как определяют общественное положение человека.